# Liste der Monuments historiques in Noaillan
Die Liste der Monuments historiques in Noaillan führt die Monuments historiques in der französischen Gemeinde Noaillan auf.

## Liste der Bauwerke
| Bezeichnung       | Beschreibung                  | Standort | Kennzeichnung | Schutzstatus | Datum | Bild           |
| ----------------- | ----------------------------- | -------- | ------------- | ------------ | ----- | -------------- |
| Schloss           | Erbaut ab dem 13. Jahrhundert | (Lage)   | PA33000081    | Inscrit      | 2004  | weitere Bilder |
| Kirche St-Vincent | Erbaut im 11./12. Jahrhundert | (Lage)   | PA00083652    | Inscrit      | 1925  | weitere Bilder |